# Enrico Silvestri
Enrico Giuseppe Silvestri, född 12 maj 1896 i Turin, död 24 juni 1977 i Rom, var en italiensk vinteridrottare. Han medverkade vid olympiska vinterspelen 1928 i Sankt Moritz, där han deltog i laget som kom fyra i militärpatrull. Åtta år senare vann hans lag guld i militärpatrull vid olympiska vinterspelen 1936 i Garmisch-Partenkirchen. Vid båda tillfällena var militärpatrull en demonstrationssport, idag kallas sporten för skidskytte.